# Cantó de Retornac
El cantó de Retornac és un cantó francès del departament de l'Alt Loira, situat al districte de Sinjau. Té 3 municipis i el cap és Retornac.

## Municipis
- Retornac
- Saint-André-de-Chalencon
- Solignac-sous-Roche

## Història
| Data d'elecció                           | Identitat        | Partit        | Qualitat |
| ---------------------------------------- | ---------------- | ------------- | -------- |
| 1964-1976                                | Jean Saby        | Divers gauche |          |
| 1976-1982                                | Charles Communal | UDF-CDS       |          |
| 1982-1994                                | Raymond Déchiron | PCF           |          |
| 1994-2001                                | Pierre Maurige   | Divers droite |          |
| 2001-                                    | Pierre Astor     | RPR           |          |
| les dades anteriors no són pas conegudes |                  |               |          |
|                                          |                  |               |          |

## Demografia
| 1962  | 1968  | 1975  | 1982  | 1990  | 1999  | 2007  |
| ----- | ----- | ----- | ----- | ----- | ----- | ----- |
| 3.447 | 3.213 | 3.024 | 2.719 | 2.662 | 2.722 | 3.138 |